# Rocky Mountains
Rocky Mountains er en bjergkæde i den vestlige del af Nordamerika. I ældre dansk litteratur benævnes den undertiden Klippebjergene. Bjergkæden strækker sig fra New Mexico i syd, igennem det kontinentale USA, igennem Canada og op til den nordligste del af British Columbia. Det højeste punkt er Mount Elbert i Colorado der er 4.399 meter højt. I samme stat ligger også Rocky Mountain National Park, grundlagt 1915. Bjergkæden blev dannet for mellem 80 og 55 millioner år siden
Bjergene går tæt forbi byen Calgary i Alberta der ligger 80 km fra bjergene og Denver som er hovedstad og største by i den amerikanske stat Colorado som kun ligger 3.000 meter fra Rocky Mountains. En af Denvers lufthavne går under navnet Rocky Mountain Metropolitan Airport.